# Каминский, Станислав Клементьевич
Станислав Клементьевич Каминский (1841—1899) — российский генерал от артиллерии.

## Биография
Родился 12 (24) декабря 1841 года. Окончил Владимирский Киевский кадетский корпус (1859), 2-е военное Константиновское училище (1860) и Михайловскую артиллерийскую академию (1862).
В 1863—1867 гг. был помощником секретаря Артиллерийского комитета Главного артиллерийского управления. С 30 апреля 1867 года по 17 июня 1869 года — помощник редактора артиллерийского журнала. Затем, по 23 мая 1870 года состоял преподавателем Михайловской артиллерийской академии и училища. В 1870 году поступил в распоряжение Главного артиллерийского управления.
Поручик с 16 июня 1860 года, капитан гвардии с 17 апреля 1870 года, полковник с 16 апреля 1872 года. Служил в Санкт-Петербургском арсенале, с 1878 года — начальник отделения и член Артиллерийского комитета Главного артиллерийского управления, с 1880 года — управляющий делами этого комитета, с 18 июня 1885 года — инспектор пороховых заводов. Генерал-майор с 1883 года, генерал-лейтенант с 1893 года.
Был почётным членом конференции Михайловской артиллерийской академии, член Санкт-Петербургского математического общества.
В декабре 1898 года по болезни вышел в отставку с производством в генералы от артиллерии, мундиром и пенсией.

## Награды
- орден Св. Анны 3-й степени (1868)
- орден Св. Станислава 2-й степени (1870; императорская корона к ордену в 1873)
- орден Св. Владимира 4-й ст. (1879)
- орден Св. Владимира 3-й ст. (1882)
- орден Св. Станислава 1-й степени (1886)
- орден Св. Анны 1-й степени (1888)
- орден Св. Владимира 2-й ст. (1891)
- орден Белого орла (1896)

Умер 12 (24) февраля 1899 года. Похоронен на городском кладбище в Павловске.